# Гексахлороселенат аммония
Гексахлороселена́т аммо́ния — неорганическое соединение,
комплексная соль, хлорид селена и аммония
с формулой (NH4)2[SeCl6],
жёлтые кристаллы,
растворяется в воде.

## Получение
- К подкисленному соляной кислотой водному раствору тетрахлорида селена добавляют хлорид аммония:

{\displaystyle {\mathsf {SeCl_{4}+2NH_{4}Cl\ {\xrightarrow {HCl}}\ (NH_{4})_{2}[SeCl_{6}]}}}

## Физические свойства
Гексахлороселенат аммония образует жёлтые кристаллы
кубической сингонии, пространственная группа F m3m, параметры ячейки a = 0,9955 нм, Z = 4
.
В соединении при температуре 24 К происходит фазовый переход.
Растворяется в воде.